# برانسواود
برانسواود (به لهستانی:  Brąswałd) یک روستا در لهستان است که در گمینا دویته واقع شده‌است.